# Rakaia inerma
Rakaia inerma is een hooiwagen uit de familie Pettalidae.